# Ставерн

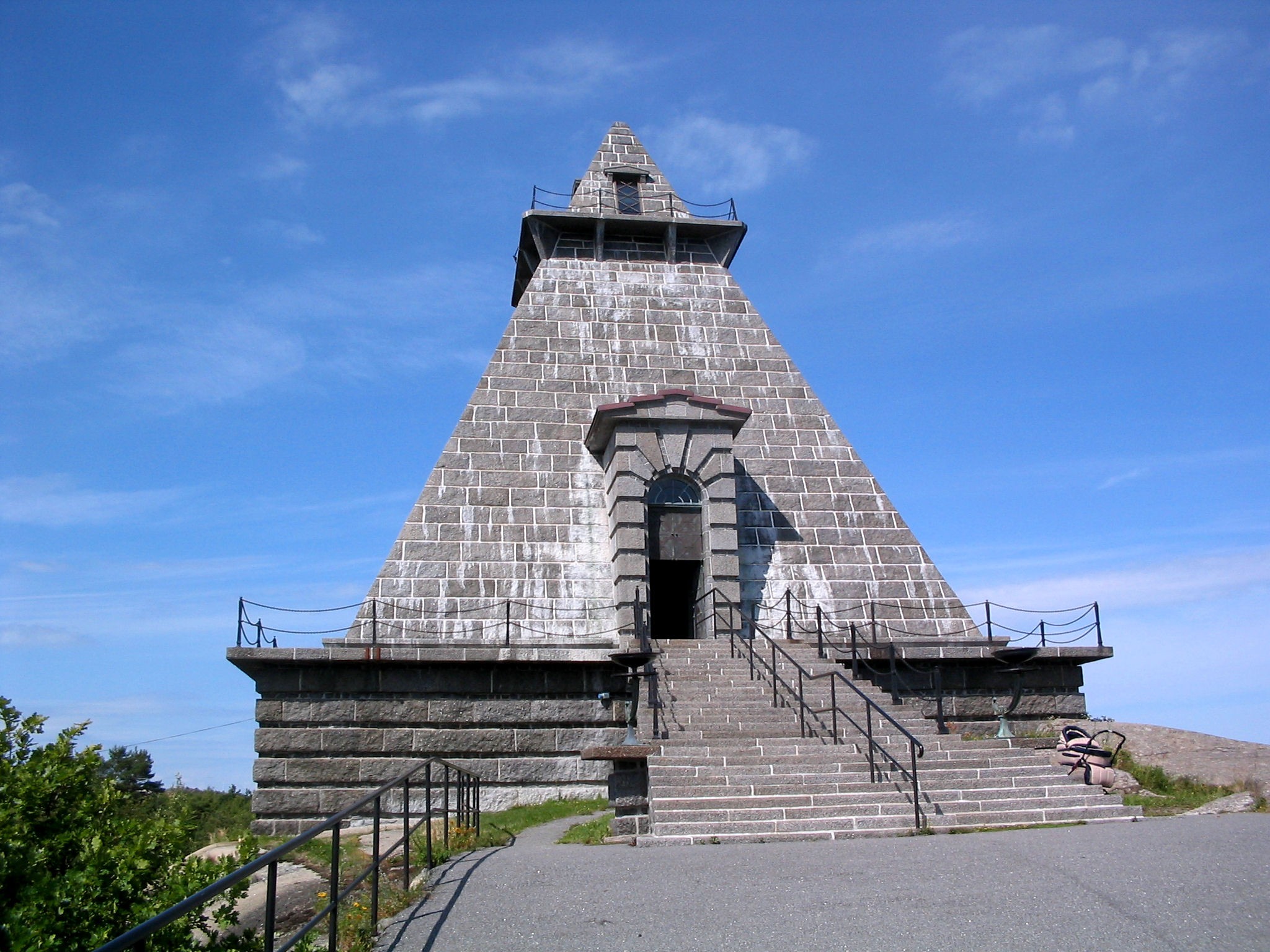
Мемориал «Minnehallen» в Ставерне.

Ставерн (норв. Stavern) — небольшой город в Норвегии, в фюльке Вестфолл. Входит в муниципалитет Ларвик. Располагается в нескольких километрах южнее Ларвика на берегу Осло-фьорда.
До 1930 года город носил название Фредриксверн. С 1677 до 2002 года город являлся важной военно-морской базой Норвегии.
В 1988 году потерял статус города, и получил его вновь в 1999 году. Постоянное население города составляет около 3000 жителей. Благодаря климатическим особенностям города-курорта, летом население города возрастает более чем на порядок за счёт туристов, приезжающих на эту «норвежскую Ривьеру».

## Достопримечательности
- Minnehallen (Зал памяти). Мемориал, посвящённый памяти норвежских моряков погибших во время Первой и Второй мировой войны
- Старая военно-морская база